# Patrici de Màlaga
Patrici (Màlaga?, segle iii - Gàl·lia, 16 de març de 307) va ésser un eclesiàstic hispanoromà, primer bisbe de Màlaga. Figura com a bisbe de Màlaga a les actes del Concili d'Elvira, a Granada, dels anys 300 i 313, on va anar acompanyat de sacerdots de Teba, Ronda la Vieja i Alhaurín el Grande. El concili va servir per impulsar el cristianisme a la regió, assolint un bon nombre de conversions. Va exercir l'apostolat durant el govern de l'emperador Dioclecià, que va ordenar perseguir els cristians; entre els màrtirs de llavors a Màlaga, va haver-hi els sants patrons Ciríac i Paula. Patrici va ésser perseguit i va haver de fugir, arribant a les Gàl·lies, on va morir el 16 de març del 307. Fins al 579 no torna a haver-hi un bisbe a Màlaga. El papa Gregori XVI va decretar-ne el culte públic.